# Домашня
Домашня (рум. Domașnea) — село у повіті Караш-Северін в Румунії. Входить до складу комуни Домашня.
Село розташоване на відстані 306 км на захід від Бухареста, 41 км на південний схід від Решиці, 113 км на південний схід від Тімішоари, 145 км на північний захід від Крайови.

## Населення
За даними перепису населення 2002 року у селі проживали 1090 осіб.
Національний склад населення села:
| Національність | Кількість осіб | Відсоток |
| -------------- | -------------- | -------- |
| румуни         | 1064           | 97,6%    |
| цигани         | 25             | 2,3%     |

Рідною мовою назвали:
| Мова      | Кількість осіб | Відсоток |
| --------- | -------------- | -------- |
| румунська | 1063           | 97,5%    |
| циганська | 26             | 2,4%     |